# われらが愛する北海道

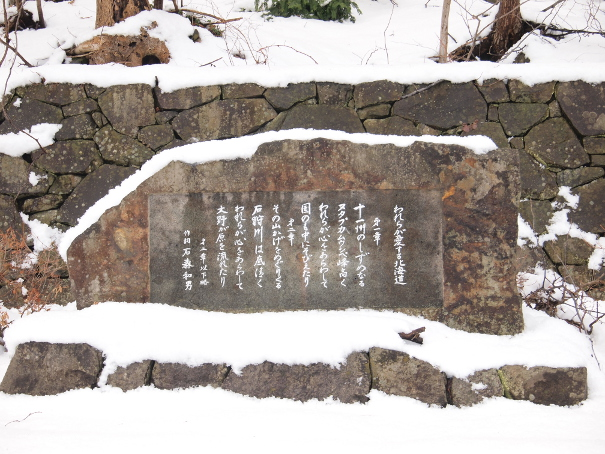
歌碑

「われらが愛する北海道」（われらがあいするほっかいどう）は、1908年（明治41年）に発表された日本の楽曲である。作詞・石森和男（1860年 - 1916年）、作曲・田村虎蔵（1873年 - 1943年）。

## 概要
作詞者の石森和男は陸奥国（後に陸前国）登米郡（現在の宮城県登米市）出身で、東京帝国大学文学部を経て札幌師範学校（現在の北海道教育大学札幌校）他の教諭を歴任する傍ら、歌人として活動した。本曲は発表翌年の1909年（明治42年）に文部省検定を経た後、大正から昭和初期にかけて北海道全域で広く愛唱されるようになり村の行事や小学校の運動会でも演奏されたという。
北海道が正式な道民歌を制定したのは1966年（昭和41年）の「光あふれて」他2曲が最初である。ところが、1970年（昭和45年）刊行の都道府県歌集では正式な道民歌が制定された旨を記載しつつ「永い間歌いつがれてきた歌として」との注釈を添えて「光あふれて」でなく「われらが愛する北海道」を掲載しており、遅くとも1960年代までは北海道民の間で非常に広く浸透した歌であったことがうかがえる。
1958年（昭和33年）、札幌市中央区のもいわ山ロープウェイもいわ山麓駅の近くに本曲の歌碑が建立された。1981年（昭和56年）には、和男の長男で児童文学作家の石森延男を顕彰する「ふるさとサッポロよ 人も自然も 美しくあれ」の碑が和男の碑と親子対になる形で建立されている。

## 歌詞
本曲は詞・曲とも著作権の保護期間を満了し、パブリックドメインになっている。歌碑に刻まれているのは2番までである。

### 解説
「十一州」は、1869年（明治2年）に千島国を含む11の令制国を置いたことに由来する北海道の旧称である。「ヌタプカムウシベ」は大雪山のアイヌ語名だが、現在は「ヌタプカウシペ」と転写されることが多い。
5番では北限として北千島の占守島までの領有を歌っているが、1951年（昭和26年）のサンフランシスコ講和条約により日本は千島列島の得撫島以北について領有権を放棄している。当該地域は1945年（昭和20年）のソビエト軍侵攻からソビエト連邦、1991年（平成3年）以降はロシアの実効支配下だが日本政府は得撫島から占守島までは「帰属未定地」であるとの見解を採っている。